# Lühhike öppetus
Lühhike öppetus (estnisch für Kurze Unterweisung, nach moderner Rechtschreibung 'Lühike õpetus') war das erste Periodikum in estnischer Sprache.
Es wurde 1766–1767 von Peter Ernst Wilde in Põltsamaa herausgegeben und beschrieb verschiedene einfache medizinische Techniken, die auf dem Land von den Bauern angewandt werden konnten.
Der vollständige Titel des Blattes lautete Lühhike õppetus mis sees moned head rohhud täeda antakse, ni hästi innimeste kui ka veiste haigusse ning viggaduste vasto, zu deutsch etwa: Kurze Unterweisung zur Behandlung von Krankheiten und Verletzungen bei Mensch und Vieh.
Es wurde wöchentlich gedruckt, jede Ausgabe hatte 4 Seiten, im Ganzen erschienen 41 Ausgaben.
August Wilhelm Hupel war für die Übersetzung der ursprünglich deutschen Texte ins Estnische verantwortlich.

## Bewertung
Lühhike öppetus enthielt keine Nachrichten und kann deshalb trotz seines Formates nicht als Zeitung klassifiziert werden. Einige Quellen bezeichnen es als Zeitschrift, andere als Lieferungswerk oder gar als 41-bändiges Buch.
Als erste estnische Zeitung wird allgemein die 1807 erstmals erschienene Tarto maa rahva Näddali-Leht betrachtet.